# Art Schlichter
Arthur Ernest Schlichter (Bloomingburg, 25 aprile 1960) è un ex giocatore di football americano statunitense che ha militato nel ruolo di quarterback nella National Football League (NFL), nella Canadian Football League (CFL) e nell'Arena Football League.

## Carriera
Al college Schlichter giocò a football a Ohio State. Fu scelto come quarto assoluto nel Draft NFL 1982 dai Baltimore Colts. Un prospetto molto atteso al termine del college, la sua carriera su accorciata da dipendenza dal gioco d'azzardo che gli creò problemi legali per quasi quattro decenni. Con i Colts disputò solamente 13 partite (di cui 6 come titolare). Trovò maggior successo nell'Arena Football League, dove condusse i Detroit Drive alla vittoria del campionato e venendo premiato come miglior giocatore della stagione. Al termine della carriera nel football continuò ad avere problemi legali, inclusa una condanna a dieci anni legata a un giro di scommesse tra il 2011 e il 2021.

## Palmarès
- Arena Bowl: 1

Detroit Drive: VI
- MVP dell'Arena Football League: 1

1990
- First-team All-Arena: 1

1990
- Second-team All-Arena: 1

1991